# Drago de Icod de los Vinos
El Drago Milenario de Icod de los Vinos, al norte de la isla de Tenerife (Canarias, España), es un enorme ejemplar de drago (Dracaena draco) declarado Monumento Nacional en 1917. 
Se estima que el árbol era ya venerado por los guanches, antiguos habitantes de la isla.

## Descripción
El drago es una planta de porte arbóreo perteneciente al grupo de las monocotiledóneas que posee un crecimiento secundario anómalo. Es por tanto una herbácea leñosa, más que estrictamente “árbol”.
Este ejemplar es el más grande y longevo que se conoce en el mundo en su especie. Mide unos 18 metros de altura y un diámetro de copa de ~20 m; tiene un perímetro en la base de tronco de veinte metros y más de trescientas ramas principales. Las flores son pequeñas y numerosas, tienen 6 pétalos y otros tantos estambres de tono verde cremoso o amarillo muy pálido y se raciman en llamativas inflorescencias que sobresalen del conjunto de hoja. Se estima que en años de buena floración puede llegar a producir hasta mil quinientos ramos de flores. El tronco tiene una enorme cavidad que se eleva hasta los 6 m de altura, a la que se accede por una puerta. En 1985 se procedió a un profundo saneamiento y se instaló en el interior del tronco un ventilador para facilitar la circulación del aire y evitar la proliferación de hongos.
En 1993, el Ayuntamiento de Icod de los Vinos, a propuesta de los arquitectos ganadores de concurso de ideas convocado en 1984, desvió la carretera que pasaba a pocos metros del drago, y por fortuna, en la actualidad, este símbolo vegetal de las Canarias no corre peligro.
Este drago constituye el símbolo de Icod, como se puede apreciar en el escudo de armas de dicha localidad canaria. En el entorno del drago existe un parque llamado Parque del Drago, que exhibe distintas especies vegetales endémicas de Tenerife. También es el símbolo vegetal de la isla de Tenerife.

## Edad

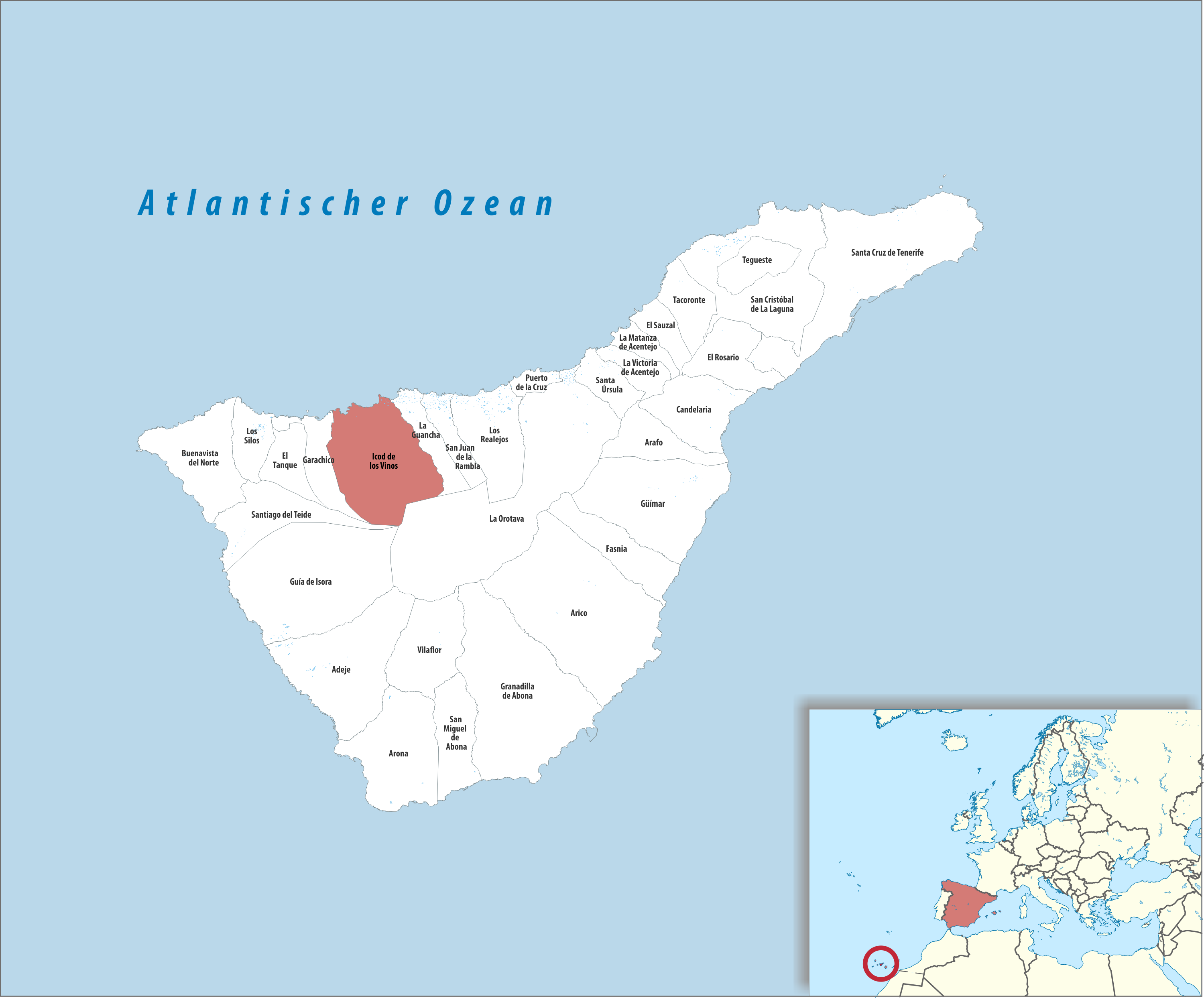
Localización de Icod de los vinos

La edad del drago ha sido muy discutida a lo largo del tiempo, barajándose antiguamente en más de 3000 años, si bien ningún estudio ha podido confirmar dicha longevidad, siendo más fiable la que da al Drago de Icod una edad estimada en unos 700 años con una posibilidad de fallo de unos 100 o 150 años. Esto se debe a que es muy difícil detallar con exactitud la edad de un drago ya que es una herbácea leñosa, no un árbol estrictamente hablando, y por ello el drago no produce anillos ni renueva su corteza de forma cíclica. Cuando alcanza un porte arbóreo hay partes de la planta que se desarrollan durante décadas mientras otras por ejemplo se pudren o se rompen, y por ende, las mediciones que en otros árboles ofrecerían una muestra muy clara, en el drago las medidas sólo pueden considerarse como la edad donde se desarrolló una de sus partes, lo cual es una información que ha de ser comparada con otras mediciones y con otros estudios complejos del espécimen, como la densidad de sus ramificaciones.

## Parque del Drago

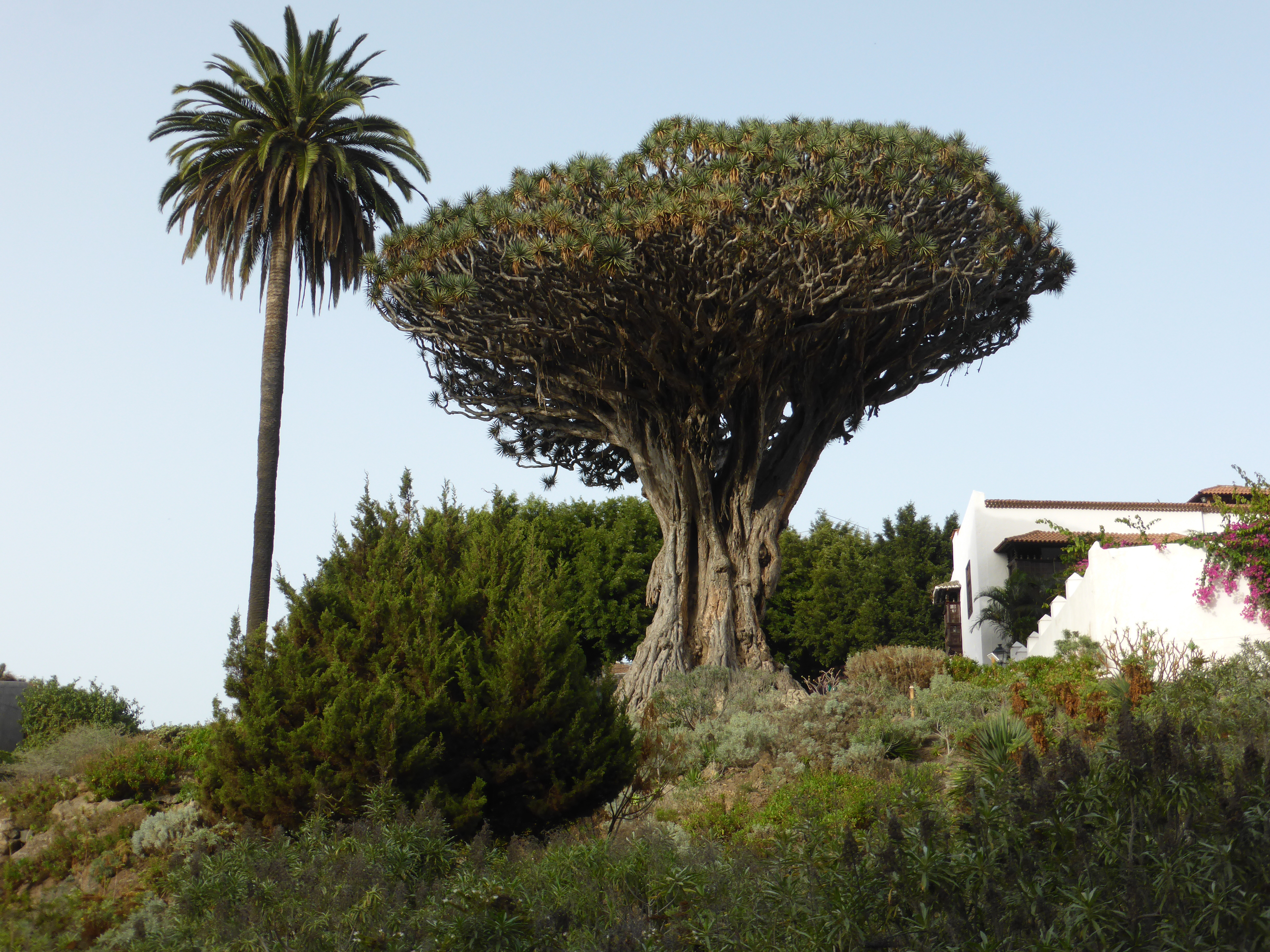
El Drago de Icod.

En torno al drago milenario se encuentra un parque de 3 hectáreas de extensión en las que se exhibe una representación de flora canaria (cardones, tabaibas, hayas, brezos, palmeras, dragos, aceviños, viñátigos, tilos, laureles, etc.). 
El parque del entorno del Drago de Icod de los Vinos fue diseñado, tras un concurso de ideas convocado en 1984, por los arquitectos Felipe Artengo, Fernando Menis y José María Rodríguez-Pastrana. Entre los años 1997 y 2000 los biólogos y profesores de la Universidad de La Laguna Wolfredo Wildpret de la Torre y Victoria Eugenia Martín Osorio colaboraron con los arquitectos en la selección de la flora. El proyecto de Fernando Menis, junto a sus exsocios, ganador de un concurso en 1984 para la ordenación del entorno del árbol, proponía liberar ambos lados del barranco por donde giraba la antigua carretera -retirándola-, repoblando los terrenos del parque con especies autóctonas en las cotas donde estas crecen naturalmente. El jardín temático creado alrededor del drago se basó por un lado en la recuperación de los muros de sorriba y de las acequias, puesto que representaba una colonización tradicional del territorio estrechamente ligada al valor paisajístico del barranco, y por otro, en la devolución al entorno más inmediato del drago a su primitiva condición de ladera hacia el cauce. El parque se encuentra zonificado en unidades que representan la vegetación potencial del territorio sobre la base de los pisos bioclimáticos de la comarca icodense. Es un ejemplo de jardín sostenible diseñado para el aprendizaje de la flora y la vegetación del entorno, ya que las especies se encuentran rotuladas con sus nombres científico y vulgar. También es un espacio para el ocio y disfrute de su entorno ajardinado.
Además, el parque cuenta con otros atractivos para el visitante como una pequeña cueva volcánica, en la que está representado un antiguo enterramiento de momia guanche, un lagar con zonas de pícnic y unas carboneras.
El "Parque del Drago" se creó en 1996 para proteger de la contaminación de los coches y de los actos vandálicos a la emblemática planta. Hasta esa fecha el drago se encontraba justo al lado de la carretera hacia Guía de Isora.  
El parque está atravesado por el barranco de Caforiño, conocido en la antigüedad como "río de Ycod" por la gran cantidad de agua que bajaba siempre por él. Para cruzar de lado a lado se dispone de dos bonitos puentes. 
A los pies del drago se creó una zona dedicada a los dragos más pequeños, denominada "Guardería de Dragos". En ella se muestra el proceso evolutivo de esta especie.

## Leyenda
Una tarde remota en el pasado, cierto navegante mercader llegaba de las costas atlánticas en busca de sangre de drago, producto muy en boga y de gran importancia en la elaboración de ciertas preparaciones de la farmacopea, y desembarcó cerca de la playa de San Marcos, de Icod de los Vinos, para llevar a efecto su lucrativo propósito.
Estando ya en la playa, sorprendió allí a unas infantas o damas de esta tierra, que conforme al rito tradicional se bañaban solas en el mar aquella tarde veraniega.
El intruso navegante las persiguió, logrando apoderarse de una de ellas. Esta trató astutamente de conquistar el corazón del extraño viajero para intentar distraerlo y lograr huir, y mostrándole signos de consideración y amistad le ofreció algunos hermosos frutos de la tierra. 
Para aquel navegante que venía tras la sangre del drago, y traía en la imaginación y en el alma el mito helénico de las Hespérides, los frutos que aquella dama de esta tierra le ofreciera, pudieron muy bien parecerle las manzanas del mítico jardín. Mientras él comía gustosamente desprevenido, la bella aborigen saltó ágil al otro lado del barranco, y a todo correr huía hacia el bosquecillo cercano escondiéndose tras la arboleda.
El viajero, sorprendido en principio, trató de perseguirla de cerca, pero vio con sorpresa que algo se interponía en su camino, que un árbol extraño movía sus hojas como dagas infinitas, y que el tronco parecido al cuerpo de una serpiente se agitaba con el viento marino y entre sus tentáculos se ocultaba la bella doncella guanche.
El navegante lanzó el dardo que llevaba en sus manos, contra lo que a él se le figuró como un monstruo, con gran miedo y asombro, y al quedarse clavado en el tronco, del extremo de la jabalina empezó a gotear sangre líquida del drago.
Confuso y atemorizado, el hombre huyó laderas abajo, subió a su pequeña barca y se alejó de la costa, mientras iba pensando en su corazón, que había sorprendido en el jardín a una de las Hespérides, a la que salió a defender el mítico Dragón (el árbol drago).[cita requerida]

## Galería

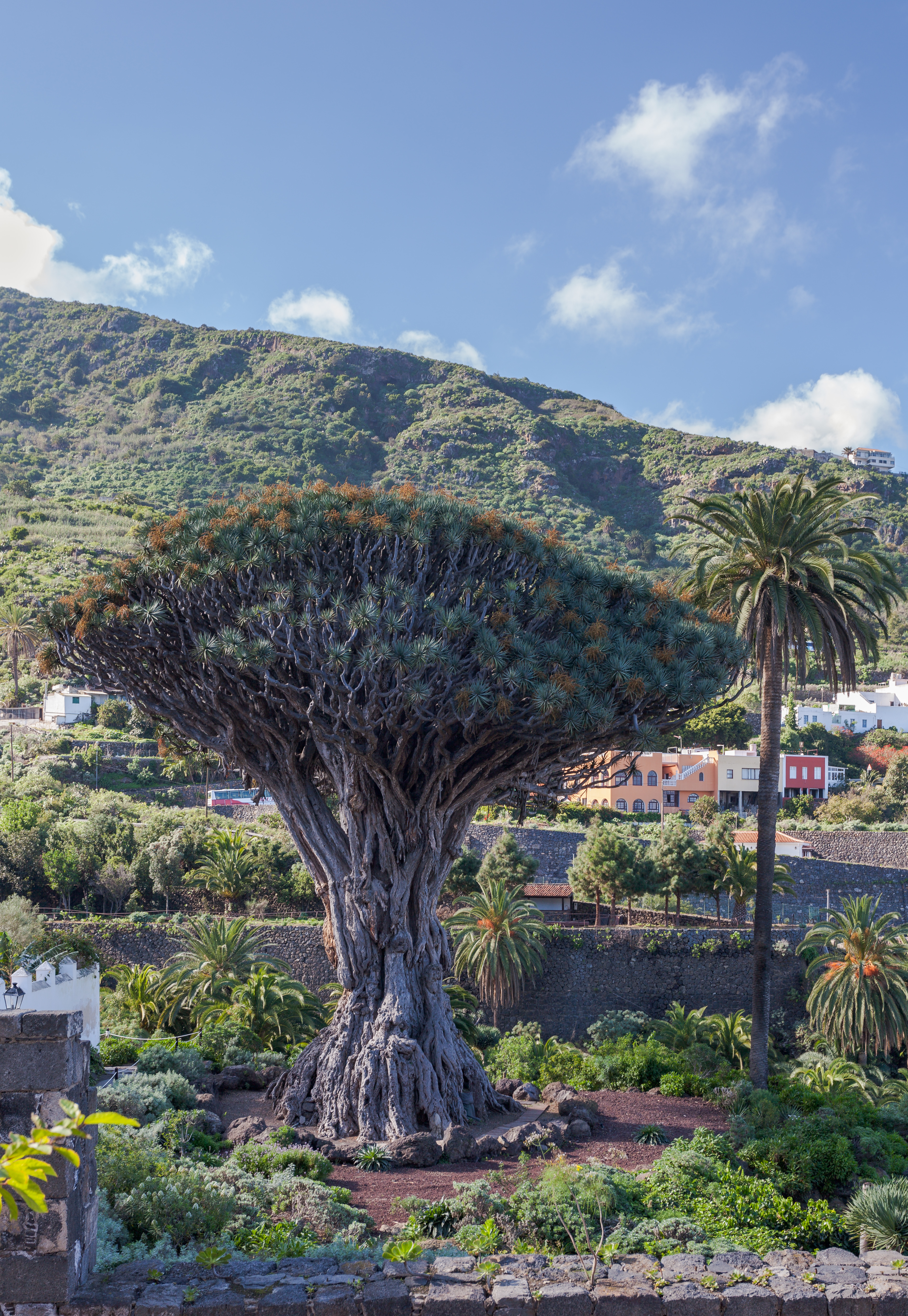
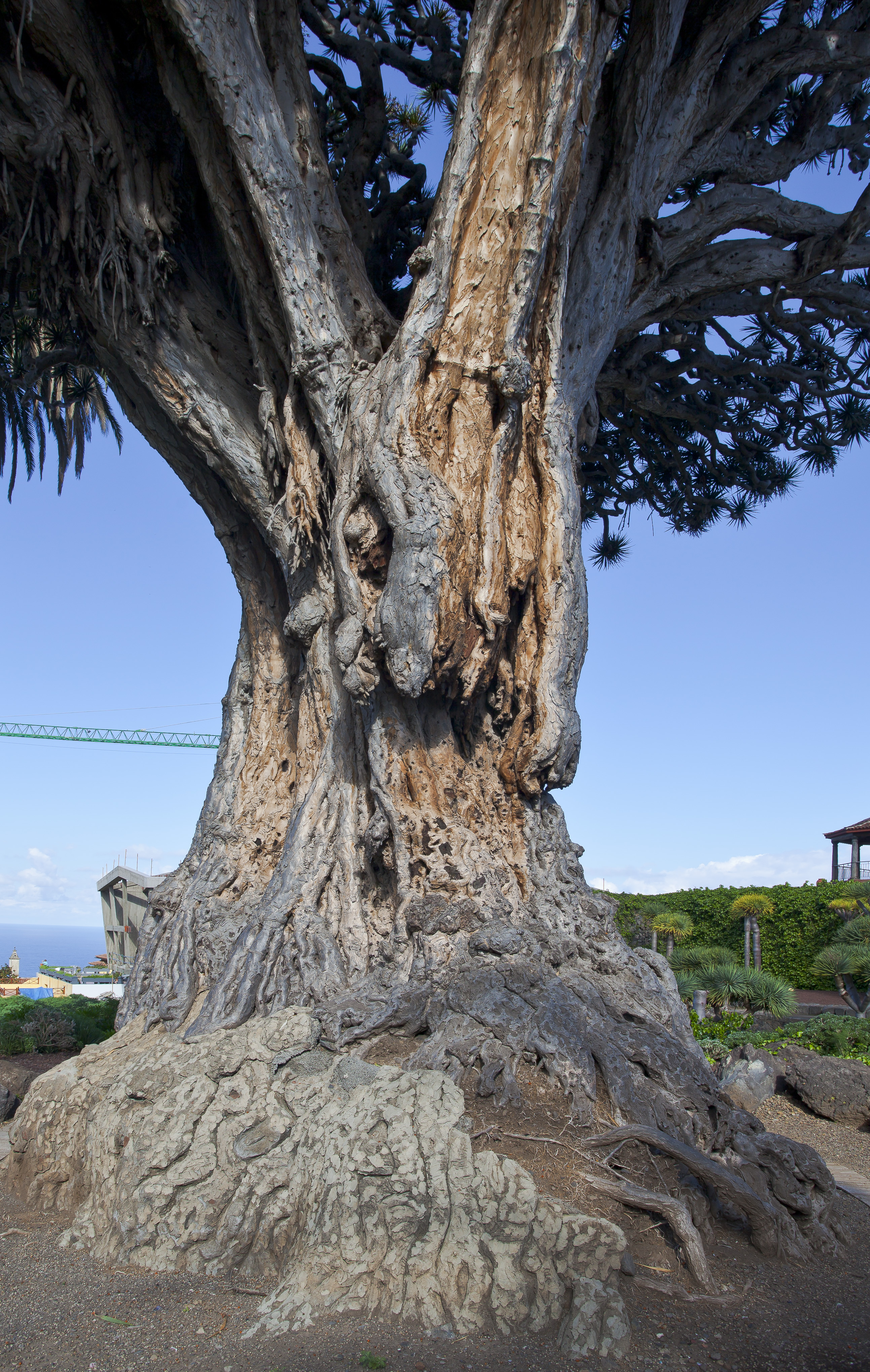
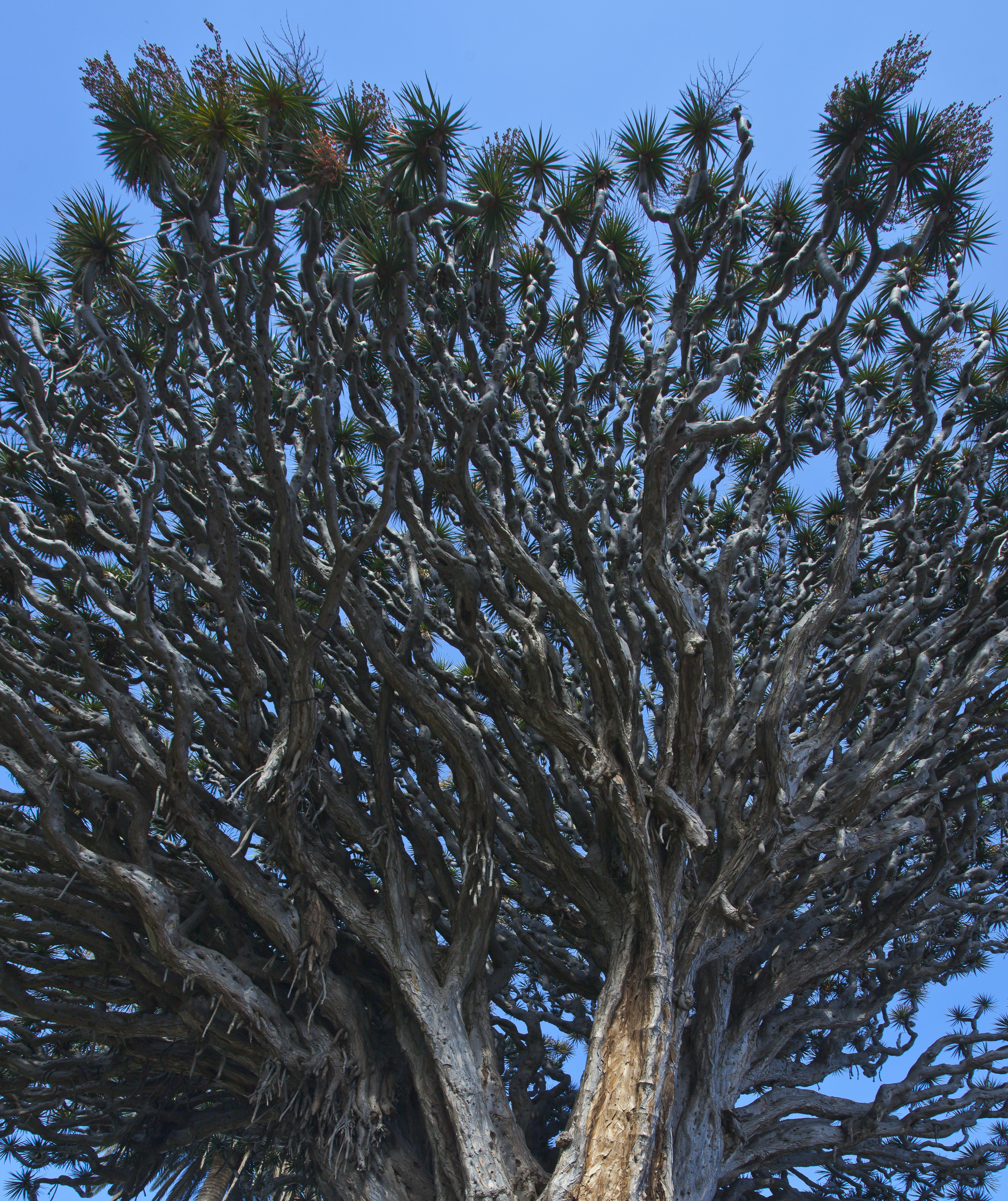
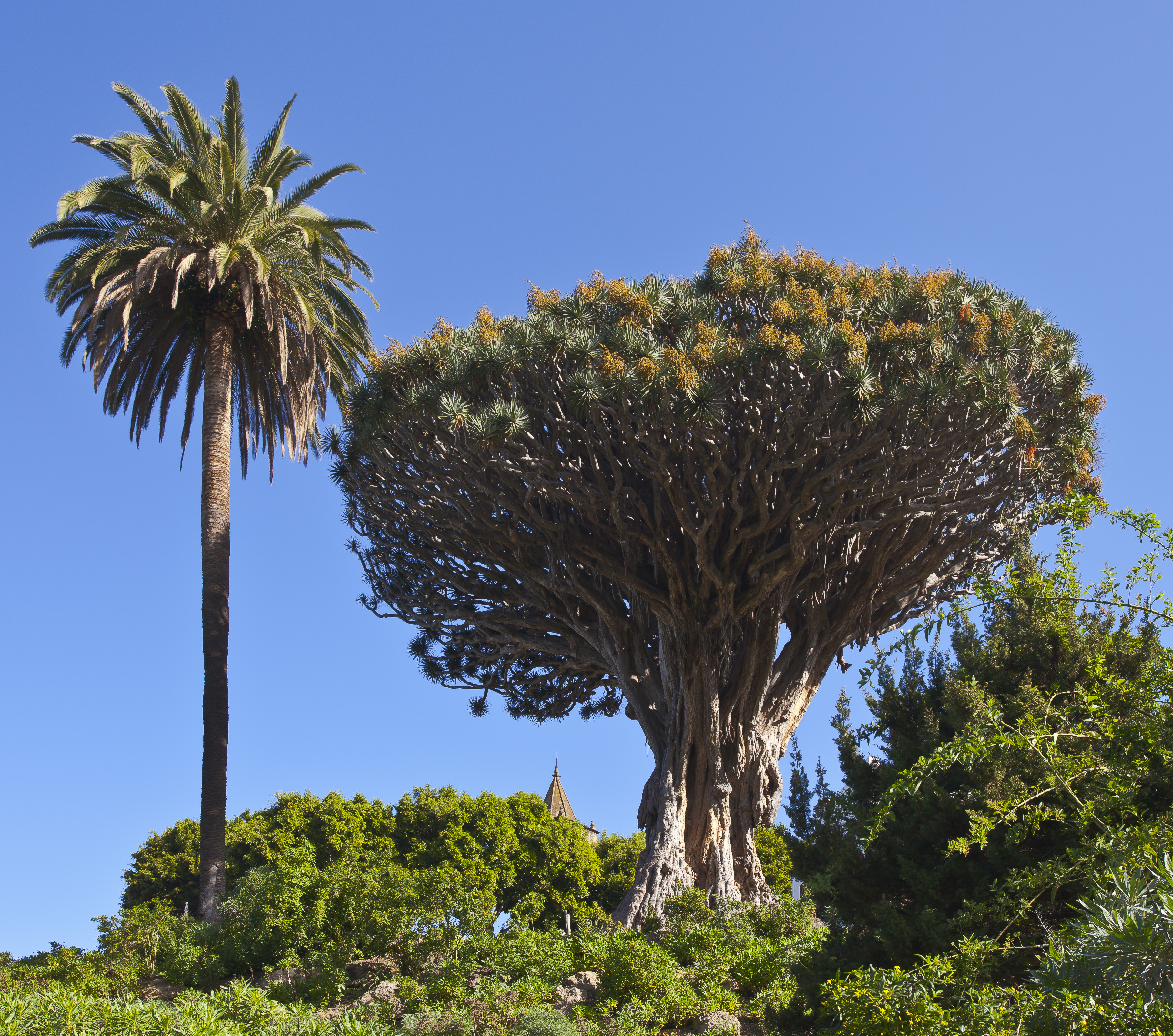
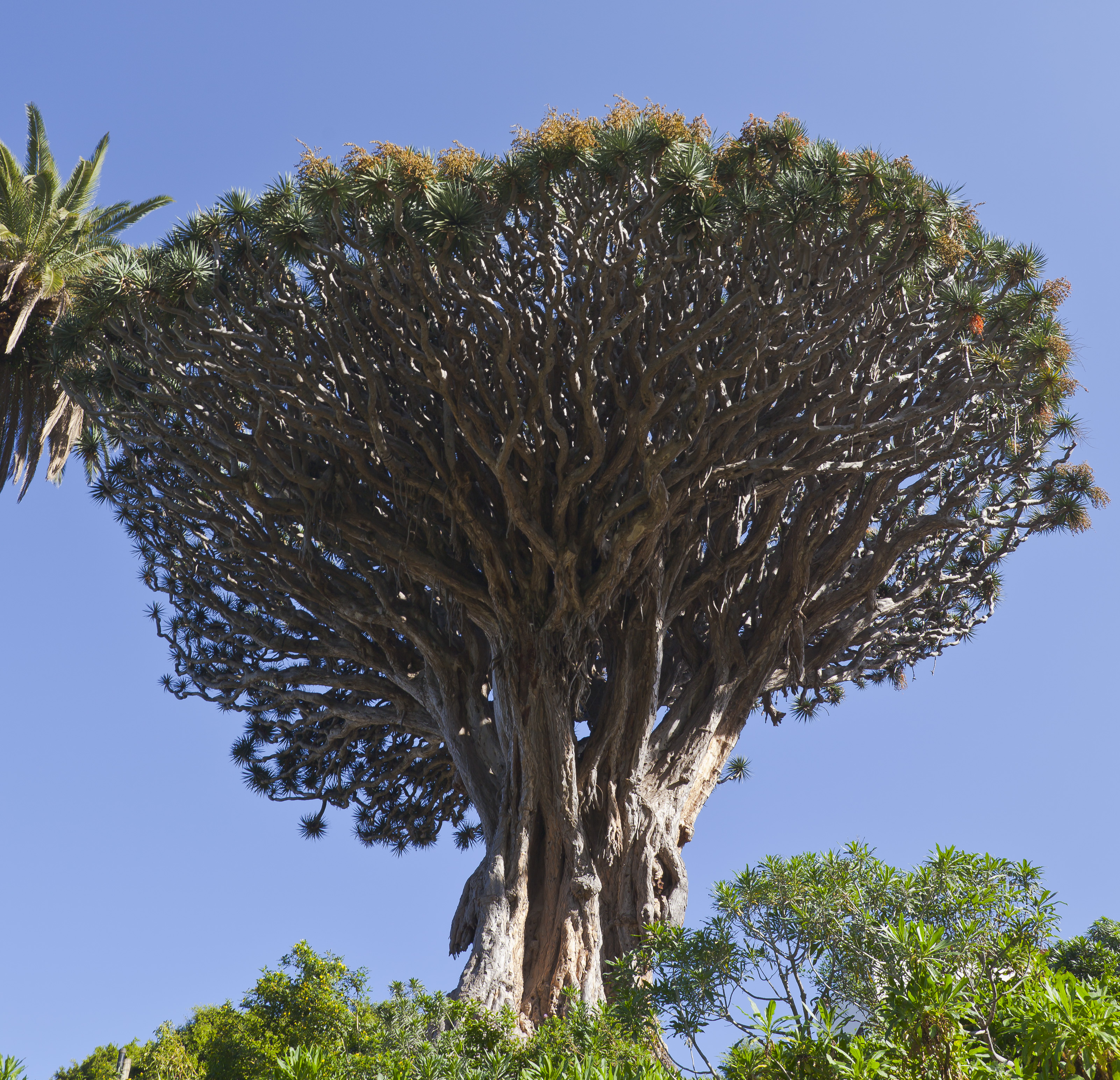
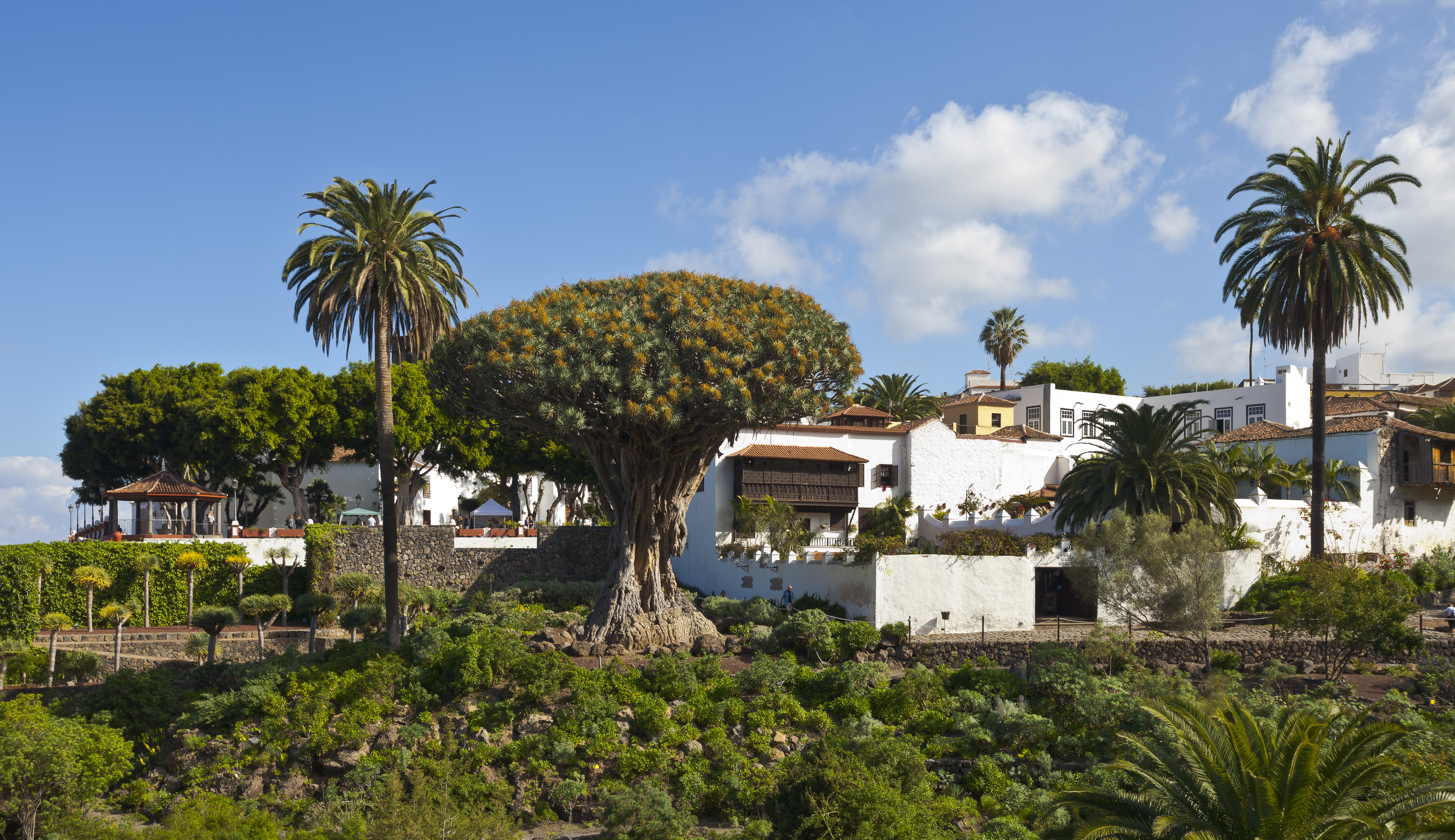